# Åhus köping
Denna artikel handlar om den tidigare kommunen Åhus köping. För orten se Åhus.
Åhus köping var en tidigare kommun i Kristianstads län i Villands härad. 

## Köpingen 1930

### Ortsbeskrivning iSvenska orter
Köpingen tillhörde Fjälkinges landsfiskal-distrikt, Kristianstads fögderi och Villands domsaga samt Villands härads väghållnings-distrikt. Köpingen bildade med Åhus landskommun Åhus församling som utgjorde ett eget pastorat i Lunds stift, Villands kontrakt. Synnerligen märklig kyrka, ursprungligen troligen från 1100-talet, därpå om- och tillbyggd under 1200-talet åt öster, under 1700-talet åt väster och slutligen sengotiskt torn i väster och en kapellbyggnad vid vapenhuset från samma tid  som kallades skomakarekyrkan. Kyrkan restaurerades år 1906.
Åhus blev köping den 1 januari 1904 (felaktigt). Fordom var Åhus en befäst stad med livlig handel och sjöfart. Sttaden berövades år 1617 sina privilegier till förmån för det nyanlagda Kristianstad, vars sjöfart emellertid försvårades, sedan Helge ån skurit sig ett nytt utlopp och vattenståndet därigenom sänkts i Hammarsjön. Åhus har på senare tid åter fått betydelse som Kristianstads hamn och lastageplats, sedan det fått järnvägsförbindelse och hamnen förbättrats. Hamnen, skyddades av byggda pirer, och hade kajer till en längd av över 1300 m med 3—6 m:s djup och är utrustade med flera kranar. Inseglingsrännan är trång och delvis muddrad. Åhus hade ångbåtsförbindelse  med Stockholm, Göteborg och flera mellanliggande större hamnar. Tullkammare och lotsstation fanns i Åhus som även hade transitoupplagsrätt. Industrien var obetydlig, av vikt var endast spritfabriken. Åhus hade läkare, extra provinsialläkare i Åhus distrikt, apotek och epidemisjukhus. 
Köpingen hade tvä järnvägsstationer. Stationen Åhus var ändpunkt för linjen Tollarp—Everöd—Åhus, och Ähus hamn, var ändpunkt för linjen Kristianstad —Åhus hamn. Ortenhade två busslinjer: Åhus — Kristianstad med postbefordran och Olseröd—Kaveröd—Kristianstad över Åhus,
Som sevärdhet beskrevs den så kallade Kungsstugan som kvarstär på torgets östra sida vid prästgården, som torde härröra från början av 1600-talet och som tjänstgjort som gäststuga i en äldre prästgårdsanläggning. Den är uppförd i korsvirke och har målat innertak ävensom spår av målning på väggarna, allt samtida med byggnaden. Huset äges av staten och står under överinseende av riksantikvarieämbetet.
Areal för köpingen var1931 174,9 hektar, varav 162,6 land. Ägoslag 1927; en del av Åhus landskommun överflyttad till Åhus köping den 1 januari 1929. Den fördelade sig på åker 25 hektar, trädgård 6 hektar, betesäng 10 hektar, skogsmark 1 hektar och övrig mark 48 hektar. Folkmängd var 1921 1280 invånare  och tio år senare 1931 1949 invånare.

### Taxeringsförhållande
Taxeringsvärde  för skattepliktiga fastighet var 1930: för jordbruksfastigheter 18 600 kr. allt i jordbruksvärde. För andra fastigheter 7 259 500 kr. Taxeringsvärde för skattefria fastigheter var 1930 för andra fastigheter tillhöriga staten 6 000 kr., kommuner med flera 275 600, varav kyrka 88 000, 2 folkskolor 96100, ålderdomshem 18 000 och epidemisjukhus 14 500. 
Till kommunal inkomstskatt taxerad inkomst var 1930: för svenska aktiebolag och solidariska bankbolag 484 730 kr., andra skattskyldiga 1 622 150 kr. Antal skattekronor var 1931: 18 803. Kommunalskatten var 1931: 6,75 kr., varav till den borgerliga kommunen 3,00, kyrkan 1,15 och skolan 2,60. Landstingsskatten var 1931 2,10 kr. Vägskatt utgjorde 1931 0,20 kr. per fyrk.
Kommunen tillgångar den 31 december 1928 var för den borgerliga kommunen 102 253 kr., varav fastigheter utgjorde 57 738. Kyrkans tillgångar redovisades i landskommunen inte i köpingen. Skulderna var den 31 december 1928 8 333 kr.
Inom köpingen saknade jordbruket större betydelse. Antalet brukningsdelar i köpingen var 1927 bara  8 och åkerjordens fördelning 1927 på olika grödor var råg 8 hektar, havre 1, blandsäd 2, potatis 5, foderrotfrukter 1, vall 7 och träda 1. Summa endast 26 hektar. Antalet husdjur var 1927 hästar 8, nötkreatur 11, svin 66, fjäderfän 988 och 7 bisamhällen.

## Administrativ historik
Köpingen bildades 1905 genom en utbrytning ur Åhus landskommun av en del av Åhus municipalsamhälle som inrättas i kommunen 11 juni 1887. Området utvidgades 1929 när återstoden av municipalsamhället överfördes. Köpingen inkorporerade 1952 resterna av Åhus landskommun. 1971 gick köpingen upp i den då nybildade Kristianstads kommun.
Åhus köping tillhörde Åhus församling.

## Stadsvapnet
Blasonering: I blått fält en av en vågskura bildad stam och på en därifrån uppskjutande stång en sjuflikig kyrkfana åtföljd till vänster av en kräkla och till höger av ett halster, allt av guld.
Vapnet fastställdes 1948.

## Geografi
Åhus köping omfattade den 1 januari 1952 en areal av 75,05 km², varav 71,02 km² land.

### Tätorter i köpingen 1960
| Tätort | Folkmängd |
| ------ | --------- |
| Åhus   | 3 179     |
| Yngsjö | 238       |

Tätortsgraden i köpingen var den 1 november 1960 77,9 procent.

## Politik

### Mandatfördelning i valen 1938-1966
| 9 | 7 | 4 |

| 19 |

| 9 | 4 | 3 | 4 |

| 17 | 3 |

| 8 | 2 | 4 | 6 |

| 17 | 3 |

| 15 | 3 | 6 | 6 |

| 28 |

| 14 | 4 | 3 | 5 | 4 |

| 27 |

| 14 | 2 | 3 | 4 | 7 |

| 28 |

| 17 | 3 | 4 | 6 |

| 26 |

| 16 | 4 | 4 | 6 |

| 26 |